# Operculinella
Operculinella es un género de foraminífero bentónico de la familia Nummulitidae, de la superfamilia Nummulitoidea, del suborden Rotaliina y del orden Rotaliida. Su especie tipo es Amphistegina cumingii. Su rango cronoestratigráfico abarca desde el Aquitaniense (Mioceno inferior) hasta la Actualidad.

## Clasificación
Operculinella incluye a las siguientes especies:
- Operculinella antarctica
- Operculinella cojimarensis
- Operculinella cumingii
- Operculinella dia
- Operculinella inhambanesis
- Operculinella sabinensis
- Operculinella sinuata
- Operculinella unica
- Operculinella vaughani

Otras especies consideradas en Operculinella son:
- Operculinella cumingii, considerado sinónimo posterior de Operculinella venosus
- Operculinella oneataensis, de posición genérica incierta